# Oubliez tout ce que je vous ai dit
Albums de Michel Delpech
5 000 kilomètres
(1979) Les Voix du Brésil
(1991)
Singles
1. J'peux pas dormir
Sortie : 1986
2. Oubliez tout ce que je vous ai dit
Sortie : 1986

Oubliez tout ce que je vous ai dit est le septième album studio de Michel Delpech, sorti en 1986. C'est son premier album (et le seul album) sorti chez EMI.

## Liste des titres
| No  | Titre                                | Durée |
| --- | ------------------------------------ | ----- |
| 1.  | Oubliez tout ce que je vous ai dit   |       |
| 2.  | Paumé dans le R.E.R.                 |       |
| 3.  | Avant que mes parents s'en aillent   |       |
| 4.  | J'peux pas dormir                    |       |
| 5.  | La Meilleure Musique de la ville     |       |
| 6.  | Elle est partie avec un con          |       |
| 7.  | Comme dans un roman de Graham Greene |       |
| 8.  | La Phrase de Véronique               |       |
| 9.  | Jamaica Bay                          |       |
| 10. | Elle joue du sax                     |       |